# Adalbertia dumonti
Adalbertia dumonti är en fjärilsart som beskrevs av Paul Mabille 1906. Adalbertia dumonti ingår i släktet Adalbertia och familjen mätare. Inga underarter finns listade i Catalogue of Life.